# 窪田勝文
窪田 勝文（くぼた かつふみ、1957年（昭和32年）11月1日 - ）は、日本の建築家。一級建築士（登録番号第199951）。 広島女学院大学 特任教授(2022年~)。

## 年表
- 1957年11月1日 - 山口県岩国市に生まれる
- 1981年 - 日本大学工学部建築学科卒業
- 1981年 - （株）K構造研究所[3]に勤務。
- 1988年 - 窪田建築アトリエ設立
- 1996年 - 国際連合人間居住計画ハビタットII 日本代表に選ばれる。
- 1998年 - 2003年 - 広島工業大学非常勤講師
- 2000年 - 2020年 山口大学非常勤講師
- 2002年 - World Architecture Awards 2002 東アジア代表
- 2014年 - 第10回 モダンリビング大賞 グランドチャンピオン
- 2015年 - 第26回 福岡市年景観賞 建築賞 「Kitchenhouse Showroom」
- 2018年 - A’Design Award & Competition[4] 2017/2018 Golden「FU-HOUSE」
- 2022年 - 広島女学院大学 特任教授
- 2023年 - S.ARCH Architecture awards 2022/2023 住宅部門 最優秀賞「K-VILLA」

## 作品
| 竣工年 | 名称                          | 所在地           | 国   | 備考     |
| ------ | ----------------------------- | ---------------- | ---- | -------- |
| 1993年 | Crystal UnitⅠ                 | 山口県柳井市     | 日本 |          |
| 1996年 | Crystal UnitⅡ                 | 山口県岩国市     | 日本 |          |
| 1997年 | Y-HOUSE                       | 山口県岩国市     | 日本 |          |
| 1998年 | Crystal UnitⅢ                 | 広島県広島市     | 日本 |          |
| 2001年 | Yamaguchi Prefecture Pavilion | 山口県山口市     | 日本 | 現存せず |
| 2004年 | I-HOUSE                       | 広島県廿日市市   | 日本 |          |
| 2004年 | M-HOUSE                       | 山口県岩国市     | 日本 |          |
| 2005年 | M-CLINIC                      | 広島県広島市     | 日本 |          |
| 2006年 | NO-HOUSE                      | 広島県広島市     | 日本 |          |
| 2007年 | T-HOUSE                       | 神奈川県横須賀市 | 日本 |          |
| 2007年 | KA-HOUSE                      | 広島県廿日市市   | 日本 |          |
| 2007年 | F-HOUSE                       | 山口県山口市     | 日本 |          |
| 2008年 | U-HOUSE                       | 山口県岩国市     | 日本 |          |
| 2008年 | AB-HOUSE                      | 山口県岩国市     | 日本 |          |
| 2009年 | MA-HOUSE                      | 愛媛県松山市     | 日本 |          |
| 2009年 | Y-SPA                         | 山口県長門市     | 日本 |          |
| 2009年 | AR-HOUSE                      | 大分県大分市     | 日本 |          |
| 2011年 | OR-HOUSE                      | 福岡県福岡市     | 日本 |          |
| 2011年 | KURASAKO                      | 広島県広島市     | 日本 |          |
| 2012年 | TA-HOUSE                      | 兵庫県西宮市     | 日本 |          |
| 2012年 | A-HOUSE                       | 山梨県甲斐市     | 日本 |          |
| 2013年 | G-HOUSE                       | 愛媛県四国中央市 | 日本 |          |
| 2014年 | Kitchenhouse Showroom         | 福岡県福岡市     | 日本 |          |
| 2015年 | YA-HOUSE                      | 兵庫県西宮市     | 日本 |          |
| 2016年 | FU-HOUSE                      | 山口県周南市     | 日本 |          |
| 2020年 | HO-HOUSE                      | 兵庫県宝塚市     | 日本 |          |
| 2021年 | MA-HOUSE NEO                  | 愛媛県松山市     | 日本 |          |
| 2021年 | K-VILLA                       | 栃木県那須町     | 日本 |          |
| 2022年 | KI-HOUSE                      | 沖縄県南城市     | 日本 |          |
| 2023年 | HA-HOUSE                      | 大阪府泉南郡     | 日本 |          |

## 受賞
- 2004年 - デダロミノッセ国際賞[5] 2003/2004 審査員特別賞
- 2005年 - グッドデザイン賞
- 2005年 - 「まちなみ住宅」100選 会長賞
- 2005年 - 第1回モダンリビング大賞 最優秀賞
- 2005年 - バルバラ・カポキン国際建築賞[6] 2005 住宅部門 最優秀賞受賞
- 2006年 - 第26回INAXデザインコンテスト 金賞
- 2006年 - 第5回ひろしま建築文化賞 優秀賞
- 2006年 - デダロミノッセ国際賞[7] 2005/2006 審査員特別賞
- 2006年 - JCDデザインアワード 2006 銀賞
- 2006年 - 第10回ひろしま街づくりデザイン賞 奨励賞
- 2006年 - 平成18年度日本建築士会連合会賞 最優秀賞
- 2006年 - 2006INTERNATIONAL ARCHITECTURE AWARDS[8]
- 2006年 - 第27回INAXデザインコンテスト 審査員特別賞
- 2007年 - 第2回 よこすか景観賞
- 2008年 - デダロミノッセ国際賞[9] 2007/2008 審査員特別賞
- 2008年 - 第29回INAXデザインコンテスト 入賞
- 2009年 - 住まいの環境デザインアワード2009 住空間デザイン優秀賞
- 2011年 - デダロミノッセ国際賞[10] 2010/2011 審査員賞
- 2013年 - 平成25年度 山梨県建築文化賞 奨励賞
- 2014年 - デダロミノッセ国際賞[11] 2013/2014 審査員特別賞
- 2014年 - 第10回 モダンリビング大賞 グランドチャンピオン　「I-HOUSE」
- 2015年 - 第26回 福岡市年景観賞 建築賞 「kitchenhouse showroom」
- 2018年 -  S.ARCH Architecture awards2018 受賞「YA-HOUSE」
- 2018年 - A’Design Award & Competition[4] 2017/2018 Golden「FU-HOUSE」
- 2021年 - A’Design Award & Competition[4] 2020/2021 Silver 「HO-HOUSE」
- 2022年 - Achitecture Master Prize 2022 small architecture部門 受賞「K-VILLA」
- 2023年 - S.ARCH Architecture awards 2022/2023 住宅部門 最優秀賞受賞 「K-VILLA」
- 2023年 - FUTURE HOUSE AWARD 2023 Private Homes 受賞 「KI-HOUSE」
- 2023年 - 4future awards 2023 Gold 受賞 「KI-HOUSE」

## 作品集
- 『KATSUFUMI KUBOTA』Electa architettura出版、2015年、ISBN 9788891801722